# Басурманин (нож)
Нож для выживания «Басурманин» (НВ-1) - многоцелевой нож выживания, разработанный А.К. Ярковым на основе зарубежных аналогов. Предназначен для оснащения сотрудников Минобороны, МЧС и МВД. Принят на вооружение под индексом ГРАУ 6Х6.

## Описание
НВ-1 «Басурманин» был разработан на ОАО «Ижмаш» в 1991 году. За основу была взята конструкция испанского ножа «Jungle King II» и совмещена с ножнами от НР-2, имеющими функцию резака для колючей проволоки. В результате получился многофункциональный инструмент, имеющий неоспоримые преимущества перед образцами, взятыми за основу.
Клинок стальной прямой однолезвийный, без долов, вороненый. Линия лезвия слегка вогнута. Рукоять стальная, полая, с тремя шероховатыми утолщениями. Утолщенная крестовина может использоваться в качестве молотка. 

## Оснащение
В комплект ножа выживания «Басурманин» входят:
- Нож
- Ножны
- Пенал с элементами жизнеобеспечения(НАЗ)
- Шнур-линь
- Пила
- Гарпун

### Ножны
Ножны состоят из двух половин с внутренними полостями соединенных с помощью шарнира. Обе половины ножен фиксируются в сложенном положении специальной защелкой. Они могут выполнять функции резака проволоки и электропроводов под напряжением до 3000 вольт. В полости нижней половины ножен размещены: пила и гарпун, а верхняя половина ножен имеет скобы для намотки 4-метрового капронового линя и неотъемный абразивный брусок для заточки клинка.

### Пенал-НАЗ
Пенал с элементами жизнеобеспечения находится в полой рукоятке ножа. Он разделен на две полости, в них размещаются:
таблетки для обеззараживания воды;
игла для шитья;
три рыболовных крючка;
три ветровые(охотничьи) спички;
грузило свинцовое;
булавка;
5 метров лески;
3 метра нитки;
терка для спичек.

### Шнур-линь
Шнур-линь состоит из витого капронового шнура.При необходимости можно использовать для крепления гарпуна к древку, для крепления ножа и как жгут для остановки кровотечения.

### Пила
Пила имеет двухстороннюю насечку зубьев - крупную для дерева, мелкую для металла.Передняя часть пилы с одной стороны отполирована до блеска и служит сигнальным зеркалом.Имеет приспособления для надежного крепления в специальном отверстии на конце ножен.

### Гарпун
Гарпун представляет собой легкий нож с двухсторонней заточкой на одной стороне и двумя зубьями на другой стороне. На заднем конце имеется выемка для открывания бутылок и лезвие отвертки.
В средней части гарпуна выполнен гаечный ключ переменных размеров до 6 мм и отверстие для крепления гарпуна к древку при помощи шнура-линя.

## Тактико-технические характеристики[2]
Длина клинка, мм	   160
Ширина клинка, мм	    30
Толщина клинка, мм	     4
Длина шнура-линя, м	 4
Длина пилы, мм	       100
Диаметр перекусываемой проволоки до, мм	3
Масса в комплекте, кг	                 0,75
Длина общая (в чехле), мм	              330
Ширинаобщая (в чехле), мм	               60